# مانوئل پسوس
مانوئل پسوس (انگلیسی: Manuel Pazos; ۱۷ مارس ۱۹۳۰ – ۲۴ مهٔ ۲۰۱۹) بازیکن فوتبال اهل اسپانیا بود.
از باشگاه‌هایی که در آن بازی کرده‌است می‌توان به باشگاه فوتبال الچه، باشگاه فوتبال سلتاویگو، باشگاه فوتبال اتلتیکو مادرید، و باشگاه فوتبال رئال مادرید اشاره کرد.